# Die Schenke zur ewigen Liebe
Pour plus de détails, voir Fiche technique et Distribution.
Die Schenke zur ewigen Liebe (en français, L'Auberge de l'amour éternel) est un film allemand réalisé par Alfred Weidenmann.
Il s'agit d'une adaptation du roman de Walter Vollmer.
Prévu pour être sorti en 1945, le film est inachevé, le montage fut interrompu par la fin de la Seconde Guerre mondiale.

## Synopsis
Mathias Bentrup travaille comme mineur dans la Ruhr. Il tombe amoureux de Bärbel Hofkirchner, une touriste du sud de l'Allemagne. Il vient auprès d'elle, travaille dans la montagne. Mais un jour il décide de revenir dans sa région natale et l'annonce à Bärbel. Il tient beaucoup à cette femme qu'il est sur le point d'épouser. Il passe l'examen de porion mais échoue.
Des années passent, Mathias et Bärbel se sont mariés. Bärbel a toujours peur de la mine, surtout quand il doit conduire une équipe de nuit, elle craint l'éboulement. Elle lui demande instamment d'abandonner sa profession. À sa grande surprise, il accepte, mais Mathias a une raison différente : Il s'est battu avec Otto Beck, un autre mineur, les autres mineurs lui tournent le dos.
Mathias décide d'un changement de carrière et prend une taverne plutôt délabrée. Avec l'aide de quelques copains, il ouvre le "Die Schenke zur ewigen Liebe". Bien que le commerce est en plein essor, Mathias reste triste de ne pas être dans la mine. Un jour, une conduite d'eau explose dans la mine, deux copains sont coincés sous terre. Mathias se porte volontaire pour participer au sauvetage. Il trouve la réhabilitation auprès des autres mineurs. Bärbel se rend compte que seule cette vie rend son mari heureux et accepte son désir de revenir dans la fosse.

## Fiche technique
- Titre : Die Schenke zur ewigen Liebe
- Réalisation : Alfred Weidenmann
- Scénario : Alfred Weidenmann, Heinz Kückelhaus
- Musique : Hans-Otto Borgmann
- Direction artistique : German Herbricht, Walter Röhrig
- Photographie : Klaus von Rautenfeld
- Production : Hans Schönmetzler
- Sociétés de production : UFA
- Pays d'origine :  Allemagne
- Langue : allemand
- Format : Noir et blanc - 1,33:1 - 35 mm
- Genre : Drame

## Distribution
- Carl Raddatz : Mathias Bentrup
- Monika Burg : Bärbel Bentrup
- Maria Koppenhöfer : La mère de Mathias
- John Pauls-Harding (de) : Klaus Bentrup
- Berta Drews : Mme Stiel
- Robert Taube : Le doyen
- Josef Sieber : Krüger, un client
- Albert Florath : Hofkirchner, Bärbels Onkel
- Franz Nicklisch (de) : Otto Beck
- Karl Dannemann : Pötter
- Edelgard Petri : Inge Pötter
- Walter Lieck (de) : Helm
- Alfred Schieske : Fritz
- Walter Werner : Le directeur de l'usine
- Paul Bildt : Le Bergrat
- Hans Zesch-Ballot : Le Bergassessor
- Paul Westermeier : Jan
- Herbert Gernot (de) : Merkling
- Hans Stiebner : Viereck
- Ethel Reschke (de) : Grete
- Gustav Püttjer : Un mineur
- Hellmuth Passarge (de) : Un mineur

## Histoire
Le tournage des plans extérieurs de Die Schenke zur ewigen Liebe ont lieu de l'automne 1944 au printemps 1945 près de Wałbrzych. Il prend fin avec l'entrée de l'Armée Rouge.
Monika Burg (Claude Farell) racontera : « Pendant le tournage le 16 février 1945, l'ingénieur du son s'est arrêté et a crié "Préparez-vous à accueillir les Russes, ils viennent, ils sont déjà là !" Il n'y avait pas de panique, mais une certaine tension. (...) La petite gare de Wałbrzych est noir de gens qui attendent un train promis. (...) À Babelsberg, Wolfgang Liebeneiner réalise Das Leben geht weiter. Les enregistrements doivent avoir lieu la nuit, pendant la journée il n'y a pas d'électricité. Ils ont lieu pendant quelques jours. »

## Source de la traduction
- (de) Cet article est partiellement ou en totalité issu de l’article de Wikipédia en allemand intitulé « Die Schenke zur ewigen Liebe » (voir la liste des auteurs).